# Wahn (Neunkirchen-Seelscheid)
Wahn ist ein Ortsteil der Gemeinde Neunkirchen-Seelscheid im Rhein-Sieg-Kreis.

## Lage
Wahn liegt auf dem von Ingelbach und Hillenbach gebildeten Hasenberg im Bergischen Land. Nachbarorte sind Straßen im Nordwesten und Hochhausen im Südwesten, im Osten liegt die Wahnbachtalsperre.

## Geschichte
1830 hatte der Weiler Wahn 106 Einwohner. 1845 hatte das Dorf 100 katholische Einwohner in zwanzig Häusern. 1888 gab es 67 Bewohner in fünfzehn Häusern.
1901 hatte der Weiler 63 Einwohner. Verzeichnet sind die Familien Wimar Demmer, Johann Eich, Witwe Wilhelm Eich, Wilhelm Hohlefelder, Wilhelm Klein, Peter Köntgen, Johann Kurtenbach, Wilhelm Kurtenbach, Heinrich Linden, Heinrich Josef Linden, Johann Linden, Wilhelm Manz, Leonhard Nolden, Witwe Heinrich Ohligschläger, Peter Josef Salzert, Heinrich Schlösser und Johan Wimar Söntgerath. Bis auf den Stellmacher Heinrich Linden waren alle im Dorf Ackerer.
Das Dorf gehörte bis 1969 zur Gemeinde Neunkirchen.